# Peristylus spathulatus
Peristylus spathulatus är en orkidéart som beskrevs av Johannes Jacobus Smith. Peristylus spathulatus ingår i släktet Peristylus och familjen orkidéer. Inga underarter finns listade i Catalogue of Life.